# Точка (геометрия)

Точки в двумерном евклидовом пространстве (обозначены красным цветом)

Точка P и её координаты в трёхмерной системе координат (с осью Х, направленной к читателю)

То́чка — один из фундаментальных (неопределяемых) математических объектов, свойства которого задаются системой аксиом. Нестрого можно представлять точку как неделимый элемент соответствующего математического пространства, определяемого в геометрии, математическом анализе и других разделах математики. В  классической геометрии и в большинстве её обобщений все геометрические фигуры (прямые, кривые, тела и т. д.) считаются состоящими из точек.
При этом в разных разделах математики понятия точки могут отличаться. В пространствах с системой координат точка задаётся набором своих координат и обычно отождествляется с ним. Однако понятие точки используется и в пространствах без системы координат (например, в топологии или в теории графов).
Геометрические точки, вообще говоря, не имеют никаких измеримых характеристик (длины, площади, объёма и т. д.), кроме координат. В конкретных областях математики отдельные виды могут иметь специальные свойства и названия — например, особые точки,
предельные точки, критические точки и т. п. В физике вводится понятие материальной точки, которой приписывается определённое значение массы и динамических характеристик (скорость, ускорение и т. д.).

## Точка в евклидовой геометрии
Евклид первой аксиомой в своих «Началах» определил точку как «объект, не имеющий частей». В современной аксиоматике евклидовой геометрии точка является первичным понятием, задаваемым лишь перечнем его свойств — аксиомами.
В выбранной системе координат любую точку двумерного евклидова пространства можно представить как упорядоченную пару (x; y) действительных чисел. Аналогично, точку n-мерного евклидова пространства (а также векторного или аффинного пространства) можно представить как кортеж (a1, a2, … , an) из n чисел.
Многие объекты в евклидовой геометрии состоят из бесконечного набора точек, которые соответствуют определённым аксиомам. Например, прямая — это бесконечное множество точек вида {\displaystyle \scriptstyle {L=\lbrace (a_{1},a_{2},...a_{n})|a_{1}c_{1}+a_{2}c_{2}+...a_{n}c_{n}=d\rbrace }}, где c1 … cn и d — константы, а n — размерность пространства. Существуют аналогичные конструкции, которые определяют плоскость, отрезок и другие связанные понятия. Сегмент прямой, состоящий только из одной точки, называется вырожденным отрезком.
В дополнение к определению точек и объектов, связанных с точками, Евклид также постулировал ключевую идею, что любые две точки могут быть соединены прямой линией. Это позволило построить почти все геометрические понятия, известные в то время. Однако постулат Евклида о точках не был ни полным, ни окончательным, и содержал также положения, которые не следовали непосредственно из его аксиом, такие как упорядочение точек на прямой или существование определённых точек. Современные расширения системы Евклида устраняют эти недостатки.

## Размерность точки
Во всех общих определениях размерности точка является нуль-мерным объектом, но при этом описывается по-разному в различных концепциях размерности.

### Векторное пространство
Размерность векторного пространства — это максимальный размер линейно независимого подмножества. В векторном пространстве, состоящем из одной точки (которая должна быть нулевым вектором 0), линейно независимое подмножество отсутствует. Нулевой вектор сам по себе не является линейно независимым, поскольку существует нетривиальная линейная комбинация, делающая его нулевым: {\displaystyle 1\cdot \mathbf {0} =\mathbf {0} }.

### Топологическая размерность
Топологическая размерность топологического пространства X определяется как минимальное значение n, так что каждое конечное открытое покрытие {\displaystyle {\mathcal {A}}} из X допускает конечное открытое покрытие {\displaystyle {\mathcal {B}}} из X, которое уточняет {\displaystyle {\mathcal {A}}}, в котором ни одна точка не включена в более чем n + 1 элементов. Если такого минимального n не существует, говорят, что пространство имеет бесконечную размерность покрытия.
Точка является нульмерной по отношению к размерности покрытия, потому что каждое открытое покрытие пространства имеет уточнение, состоящее из одного открытого множества.

### Хаусдорфова размерность
Пусть X метрическое пространство. Если S ⊂ X и d ∈ [0, ∞), то множество Хаусдорфа в d-мерном пространстве S является инфимумом множества чисел δ ≥ 0, для которого существует некоторый (проиндексированный) набор метрик {\displaystyle \{B(x_{i},r_{i}):i\in I\}}, покрывающий S с ri > 0 для каждого i ∈ I, удовлетворяющего {\displaystyle \sum _{i\in I}r_{i}^{d}<\delta }.
Хаусдорфова размерность метрического пространства X определяется как
{\displaystyle \operatorname {dim} _{\operatorname {H} }(X):=\inf\{d\geq 0:C_{H}^{d}(X)=0\}.}.
Точка имеет размерность Хаусдорфа 0, потому что она может быть покрыта одной сферой произвольно малого радиуса.

## Геометрия без точек
Понятие точки является фундаментальным в большинстве направлений геометрии и топологии, но существуют математические концепции, в принципе отказывающиеся от понятия точки, например, некоммутативная геометрия и бесточечная топология. В этих подходах «пространство без точек» определяется не как множество, а через некоторую структуру (соответственно алгебраическую или логическую), которая выглядит как хорошо известное функциональное пространство на множестве: алгебра непрерывных отображений или алгебра множеств соответственно. Точнее, такие структуры обобщают известные пространства функций таким образом, что операция «принять значение в этой точке» может быть не определена. Исследования таких структур содержатся в некоторых трудах Альфреда Уайтхеда.

## Точечная масса и дельта-функция Дирака
Для ряда теорий в физике и математике полезно использование такого абстрактного объекта, как точка, которая имеет ненулевую массу или заряд (это особенно распространено в классической электродинамике, где электроны представляются как точки с ненулевым зарядом). Дельта-функция Дирака, или δ-функция, не является функцией вещественной переменной, а определяется как обобщённая функция: непрерывный линейный функционал на пространстве дифференцируемых функций. Она не равна нулю только в точке {\displaystyle x=0}, где она обращается в бесконечность таким образом, чтобы её интеграл по любой окрестности {\displaystyle x=0} был равен 1. Физическая интерпретация дельта-функции представляет собой идеализированную точечную массу или точечный заряд. Эта функция введена английским физиком-теоретиком Полем Дираком. В процессе обработки сигналов её часто называют единичным импульсным символом (или функцией). Дискретным аналогом δ-функции Дирака является символ Кронекера, который обычно определяется в конечной области и принимает значения 0 и 1.